# Ronald Dominique
Ronald Joseph Dominique (ur. 9 stycznia 1964 w Thibodaux) - amerykański seryjny morderca i gwałciciel, zwany Dusicielem z Bayou. W latach 1997 - 2006 zamordował w okolicach Nowego Orleanu 23 młodych mężczyzn.

## Zbrodnie
Dominique na swoje ofiary wybierał młodych mężczyzn, którym proponował podwiezienie gdy ci stali przy drodze lub wychodzili z barów dla homoseksualistów. Zawoził ich do swojego domu, gdzie ogłuszał, krępował, gwałcił i dusił. Ciała porzucał przy autostradzie.

## Aresztowanie i proces
Został aresztowany 1 grudnia 2006 r. Stało się to, gdy badania DNA potwierdziły jego udział w 2 morderstwach. W celu uniknięcia kary śmierci, Dominique przyznał się do popełnienia 23 morderstw. 24 września 2008 r. został uznany winnym i skazany na dożywocie. Obecnie przebywa w Louisiana State Penitentiary w Angoli.

## Ofiary
1. David Mitchell (19 l.) - lipiec 1997
2. Gary Pierre (20 l.) - grudzień 1997
3. Larry Ranson (38 l.) - lipiec 1998
4. Oliver LeBanks (27 l.) - październik 1998
5. Joseph Brown (16 l.) - październik 1998
6. Bruce Williams (18 l.) - listopad 1998
7. Manuel Reed (21 l.) - maj 1999
8. Angel Mejia (34 l.) - czerwiec 1999
9. Mitchell Johnson (34 l.) - sierpień 1999
10. Michael Vincent (23 l.) - styczeń 2000
11. Kenneth Randolph (20 l.) - październik 2002
12. Anoka Jones (26 l.) - październik 2002
13. Datrell Woods (19 l.) - maj 2003, 
14. Larry Matthews (46 l.) - październik 2004
15. Michael Barnett (21 l.) - październik 2004
16. Leon Lirette (22 l.) - luty 2005
17. August Watkins (31 l.) - kwiecień 2005
18. Kurt Cunningham (23 l.) - kwiecień 2005
19. Alonzo Hogan (28 l.) - lipiec 2005
20. Wayne Smith (17 l.) - sierpień 2005
21. Chris Deville (40 l.) - wrzesień 2005
22. Nicholas Pellegrin (21 l.) - listopad 2005
23. Christopher Sutterfield (27 l.) - październik 2006